# Amidar
Amidar es un videojuego arcade publicado por Konami en 1981.

## Descripción
Amidar es un abstracto juego en donde los jugadores deben "colorear" todos los rectángulos que aparecen en la pantalla. Cada nivel tiene un número de enemigos patrulladores (o "Amidars") que deben ser evitados. Los jugadores son ayudados en su tarea con la inclusión de un botón de salto, el cual causa que todos los enemigos en la pantalla salten, dándole al jugador una oportunidad de escapar de una situación incómoda. Sin embargo, sólo se permiten tres "saltos" por nivel. 
En cada nivel impar, el personaje que controla el jugador es un gorila; en los niveles pares, es una brocha. Los enemigos del juego se alternan entre soldados y cerdos, respectivamente.
Coloreando los rectángulos de las esquinas le da al jugador un corto tiempo en donde los roles se invierten, pudiendo perseguir a los Amidars y ganar puntos extra. Entre niveles, hay también una oportunidad de ganar 5.000 puntos. Allí, un cerdo se mueve por la parte superior de la pantalla. Presionando el botón de salto, el cerdo sigue el rastro a través de las cajas hasta la parte inferior. Si el cerdo alcanza los plátanos, el bono es acreditado al jugador.

## Puntuaciones
- Recoger un coco o pintar un segmento: 10 puntos.
- Pintar una caja con la brocha: el puntaje en el centro de la caja (de 100 a 700 puntos).
- Matar los Amidars después de llenar las cajas de las esquinas: 100 puntos, 200 puntos, 400 puntos, 800 puntos, etc.
- Recoger los plátanos en el intervalo: 5.000 puntos.

## Versiones hogareñas
La única versión hogareña oficial de Amidar fue la que hizo la empresa Parker Brothers para el Atari 2600. También hay versiones no oficiales hechas por diferentes empresas para las computadoras de la época. Cabe señalar que el Amidar para la consola de Atari es considerado uno de los peores videojuegos que se hizo para ese sistema.

### Consolas
- Atari 2600 (1982 - Parker Brothers)

### Computadoras
- Atari ST (1983)
- BBC B (1983, "Crazy Tracer" - Acornsoft)
- BBC B ("Crazy Painter" - Superior Software)
- BBC Electron (1983, "Crazy Tracer" - Acornsoft)
- Sinclair ZX Spectrum (1983, "Colour Clash" - Romik Software)
- Sinclair ZX81 (1983 "Damper" - Quicksilva)
- Commodore C64 (1984, "Rollin")

### Otros
- Juego portátil VFD (1981) por Gakken.
- Juego portátil VFD (19??) por CGL (clon del juego de Gakken)